# Afonso Rocha
Afonso Moreira da Rocha é um professor e investigador universitário na área do pensamento filosófico, cuja actividade de docência e de investigação incidiu por excelência na área do Pensamento Português moderno-contemporâneo, ainda que sem deixar de também considerar o pensamento filosófico europeu, designadamente quanto às figuras com maior repercussão no pensamento e na cultura portuguesa.

## Biografia
Filho de José Moreira da Rocha e de Maria de Jesus, nasceu a 21 de Fevereiro de 1941 na freguesia de São Mamede de Recesinhos, concelho de Penafiel, distrito do Porto, casou com Maria Manuela Afonso de Lacerda Cabral em 1984 e reside desde há cerca de sessenta anos na cidade do Porto.
Licenciado em Teologia pela Faculdade de Teologia da Universidade Católica Portuguesa, complementando a sua formação científico-teológica no ano 1990, com a tese As relações Igreja-Estado na perspectiva do cardeal Saraiva e do II concílio do Vaticano. Mestre em Teologia (área de Antropologia) pela Faculdade de Teologia da Universidade Católica Portuguesa no Porto, com a tese O Mal e o misticismo idealista em Sampaio Bruno. Doutor em Filosofia pela Faculdade de Filosofia da Universidade Católica Portuguesa (Braga, (1998/2003), com a tese O Mal no pensamento de Sampaio (Bruno): da antropologia à metafísica, uma filosofia da razão e do mistério.
Desenvolveu uma actividade profissional plurifacetada, exercendo sucessivamente as funções de presbítero a nível da Igreja do Porto, de quadro bancário a nível do Banco Português do Atlântico e do Banco Comercial Português.
Professor/Investigador da Universidade Católica Portuguesa, no Porto, no âmbito do Centro de Estudos do Pensamento Português (CEPP), durante o período que mediou entre os anos de 1997 e de 2011, respondendo pelo funcionamento administrativo e científico do referido Centro de Estudos, participando na implementação de projectos de investigação promovidos por ele de modo interdisciplinar e empreendendo em consonância com o objecto científico do referido Centro de Estudos projectos de investigação de iniciativa e responsabilidade individual, e isto, sem prejuízo de também participar com carácter eventual no exercício da função docente, nomeadamente no âmbito da sua área científica de especialidade, a nível dos cursos de doutoramento organizados pela Faculdade de Teologia da Universidade Católica Portuguesa.

## Actividade profissional

### Igreja do Porto
- Coadjutor da paróquia da Sé Catedral do Porto, na cidade e concelho do Porto, durante cerca de um ano ( Set.º 1964/Set.º 1965).
- Pároco de São Pedro de Miragaia, na cidade e concelho do Porto, entre Outubro de 1965 e Setembro de 1975, contribuindo de forma activa para a implementação de uma Pastoral de Conjunto a nível da cidade do Porto, nomeadamente mediante a implantação orgânico-funcional da Zona Pastoral Ribeirinha e da Assembleia de Párocos da Cidade do Porto.

### Empresas
- Funcionário do Banco Português do Atlântico (Porto), entre 13 Janeiro de 1978 e 31 de Dezembro 1996, mediante o desempenho, a nível do Porto e de Lisboa, de funções de natureza hierárquica e técnica, muito designadamente no âmbito da Gestão dos Recursos Humanos, da Formação e Desenvolvimento de Quadros e da Assessoria à Direcção Central do Banco (Áreas Operacional e de Organização e Informática).
- Sob sua solicitação, passagem à Reforma no fim de 1996, mediante o recurso ao mecanismo da “Reforma Antecipada”, detendo então a categoria profissional de Técnico de Grau II – Nível 14.

### Universidade
- Professor/Investigador da Universidade Católica Portuguesa (Porto), no âmbito do Centro de Estudos do Pensamento Português (CEPP), durante o período que mediou entre 24 de Janeiro de 1997 e 31 de Dezembro de 2011, em cuja actividade, por um lado, como seu “Executivo”, respondeu, quer pela organização e funcionamento do Centro de Estudos do Pensamento Português (CEPP), quer pelo apoio e eventualmente pela organização e coordenação de projectos de investigação desenvolvidos sob a iniciativa e a responsabilidade da referida Unidade de Estudos e Investigação, quer pela execução, enquanto “Organizador” dos mesmos, de projectos editoriais desenvolvidos pela dita Unidade de Estudos e Investigação em parceria com a Imprensa Nacional - Casa da Moeda (INCM) [edição crítica das Obras Completas de Leonardo Coimbra e edição dos Dispersos de Sampaio (Bruno)], e em cuja actividade, sob sua iniciativa e responsabilidade, desenvolveu, por outro lado, como “Investigador” individual, ainda que por sistema em consonância temática com o objecto científico do Centro de Estudos em apreço, projectos de investigação de cariz monográfico dominantemente no âmbito do Pensamento Português, e isto, sem prejuízo de, com carácter eventual, também participar no exercício da função docente, sobretudo a nível de cursos de doutoramento organizados pela Faculdade em Teologia da Universidade (por exemplo no ano lectivo de 2011/2012).
- Nomeação como “Investigador Principal” com “equiparação a Professor Auxiliar”, em 11 de Novembro de 2004, sendo promovido a “Investigador Principal” com “equiparação a Professor Associado” em 10 de Março de 2010.
- Passagem à situação de “Aposentado” em 31 de Dezembro de 2011, detendo e então a categoria profissional de “Investigador Principal” com “equiparação a Professor Associado”.

## Participação em Projectos de Investigação de iniciativa e responsabilidade do Centro de Estudos do Pensamento Português
- A relação Liberalismo-Catolicismo entre 1820/1850, de 2003 a 2005, mediante a apresentação de um estudo sobre o tema O cardeal Saraiva e a relação catolicismo-liberalismo, o qual virá a integrar o conjunto dos trabalhos integrantes do projecto publicados em 2009 sob o título de Catolicismo e Liberalismo em Portugal (1820-1850) (Lisboa, INCM, 2009, 796 pp.) ISBN 9789722716987
- Catolicismo, tradição e progresso na segunda metade de Oitocentos (1850/1910), de 2007 a 2010, mediante a apresentação de um estudo sobre o tema A filosofia da Religião em Amorim Viana: um “catolicismo ilustrado”, o qual virá a integrar o conjunto dos trabalhos integrantes do projecto publicados em 2017 sob o título de Catolicismo, Tradição e Progresso na Segunda Metade de Oitocentos (1850-1910) (Lisboa, INCM, 2017, 778 pp.) ISBN 9789898835307
- A estética na “Renascença Portuguesa” (1912/1932): teoria e actividade artística, de 2010 a 2012, a nível de concepção, estruturação e coordenação do funcionamento e execução, de cujo projecto virá a resultar a publicação de um estudo em 2018 sobre Estética da Renascença Portuguesa (Lisboa, INCM, 2018, 334 pp.) ISBN 9789898835536

## Organização de Edições de iniciativa e responsabilidade do Centro de Estudos do Pensamento Português
- Edição Crítica das Obras Completas de Leonardo Coimbra (coordenação científica da edição: Ângelo Alves; organização da edição: Afonso Rocha), entre 2004 e 2014, em parceria com a INCM: Vol. I, Lisboa, INCM, 2004, 2 Tomos (321 pp. + 430 pp.), ISBN 9722713345; Vol. II, Lisboa, INCM, 2005, 315 pp. ISBN 9722713817; Vol. III, Lisboa, INCM, 2006, 431 pp., ISBN 9722714368; Vol. IV, Lisboa, INCM, 2007, 540 pp., ISBN 9789722715133; Vol. V, Lisboa, INCM, 2009, 2 Tomos (413 pp. + 401 pp.), ISBN 9789722716772; Vol. VI, Lisboa, INCM, 2010, 708 pp., ISBN 9789722718912; Vol. VII, Lisboa, INCM, 2012, 404 pp., ISBN 9789722719735; Vol. VIII, Lisboa, INCM, 2014, 785 pp., ISBN 9789722719742
- Edição dos Dispersos de Sampaio (Bruno) (prefácio e coordenação científica da edição: Afonso Rocha; organização da edição: Afonso Rocha; recolha de Joaquim Domingues e José Cardoso Marques), entre 2008-2011, em parceria com a INCM: Vol. I, Lisboa, INCM, 2008, 565 pp., ISBN 9789722715843; Vol. II, Lisboa, INCM, 2011, 578 pp., ISBN 9722719131; Vol. III, Lisboa, INCM, 2011, 876 pp., ISBN 9789722719148  para além do Ante-Volume de «Dispersos» publicado em 2007, sob o título de Sampaio Bruno – Os Três Frades e Outros Textos de Ficção (Lisboa, INCM, 2007, 229 pp., ISBN 9789722716086), e sem prejuízo de continuação da edição em apreço.

## Publicações

### Obras
- O Mal no pensamento de Sampaio (Bruno): uma filosofia da razão e do mistério, Lisboa: INCM, 2006, 2 Vols. (pp. 731 + pp. 465). ISBN 9789722714211
- Natureza, razão e mistério – Para uma leitura comparada de Sampaio Bruno, Lisboa: INCM, 2009, pp. 642. ISBN 9789722717229
- A gnose de Sampaio Bruno, Lisboa: Zéfiro, 2009, pp. 119. ISBN 9789896770112
- Fernando Pessoa e o Quinto Império, Porto: Universidade Católica Editora - Porto, 2012, 2 Vols. (pp. 607 + pp. 431). ISBN 9789898366429
- A filosofia da religião em Portugal (1850-1910), Porto: Universidade Católica Editora - Porto, 2013, pp. 695. ISBN 9789898366566
- Nietzsche: a filosofia de outro Ocidente, Porto: Universidade Católica Editora - Porto, 2015, 2 Vols. (pp. 662 + pp. 373). ISBN 9789898366894
- O pensamento moderno em Portugal: traços emblemáticos, Porto: Universidade Católica Editora - Porto, 2015, pp. 365. ISBN 9789898366900
- Os desafios de um País adiado, Porto, Afrontamento, 2016, pp. 230. ISBN 9789723614688
- A Segunda Vinda da Saudade: o messianismo de Dalila L. Pereira da Costa, Porto: Universidade Católica Editora - Porto, 2018, pp. 679. ISBN 9789898835291
- Uma mundividência de futuro,  Porto: Edições Afrontamento, 2018, pp. 179. ISBN 9789723616491
- Escritos Pastorais do Cardeal Saraiva – Contributo para a História do Conflito do Estado e da Igreja no Liberalismo Português, Porto: Estratégias Criativas, 2018, pp. 117. ISBN 9789898835291
- A Escola Portuense em Questão, Porto: Universidade Católica Editora - Porto, 2019, pp. 149. ISBN 9789898835598
- A filosofia de uma biografia, Porto: Edições Afrontamento, 2019, pp. 298. ISBN 9789723617627
- O positivismo de Comte: o imperativo da sua reinterpretação, Porto: Universidade Católica Editora - Porto, 2019, pp. 116. ISBN 9789898835765
- Nasceste para viver... (Vol. I – 2019/2020), Porto, Edições Afrontamento, 2021, pp. 281. ISBN 9789723618594
- O Pensamento Português sob o signo do Pensamento moderno: referências emblemáticas, Porto: Universidade Católica Editora, 2022, pp. 200. ISBN 9789899058170
- Nasceste para viver... (Vol. I I – 2021), Porto: Edições Afrontamento, 2022, pp. 253. ISBN 9789723619201

### Estudos, Ensaios, Prefácios, Edições
- O Homem e a História em Michel Foucault, in Revista Humanística e Teologia, 18 (1997) 63-92. (Porto, 18 (1997) 63-92) ISSN 0870-080X
- D. António Ferreira Gomes. Subsídios para a explicação do símbolo da Rosa e da Cruz, in Revista Humanística e Teologia, 19 (1998) 177-187. ISSN 0870-080X
- O Quinto Império do Padre António Vieira em Sampaio Bruno, in Actas do Congresso Internacional - Terceiro Centenário da Morte do Padre António Vieira, Braga, 1999, Vol. 3, 1817-1844. ISBN 9728090102
- Sampaio Bruno e a evolução estética de Raul Brandão, in Actas do Colóquio «Ao encontro de Raul Brandão», Porto, Centro Regional do Porto da UCP e Lello Editores, 2000, 175-221. ISBN 9724817776
- O Mal no Pensamento Ocidental: das concepções às constâncias do problema, in Revista Portuguesa de Filosofia, Braga, Jan./Junho 2000, 181-200.
- Recepção de Amorim Viana em Sampaio Bruno: do 'livro abandonado’ à ‘A Idéa de Deus’, in Actas do Colóquio - Amorim Viana e a Filosofia em Portugal, Braga, Publicações da Faculdade de Filosofia - Universidade Católica Portuguesa, 2003, 25-66. ISBN 9726871683
- A ideia de “Republica” em Sampaio (Bruno), in Revista Humanística e Teologia, Porto, UCP - Porto, 26 (2005) 21-58. ISSN 0870-080X
- O sebastianismo português à luz do pensamento de José Marinho: uma “nova interpretação”?, in Actas do Colóquio - Repensar José Marinho - Comemoração do centenário do seu nascimento (coordenação de Maria José Cantista e Maria Celeste Natário), Porto, Campo das Letras - Editores, S. A., 2005, 113-150. ISBN 989625012X
- A “cisão” do ser em José Marinho, in Actas do Colóquio - O Pensamento e a Obra de José Marinho e de Álvaro Ribeiro, Lisboa, INCM, 2005, vol. I, 235- 282. ISBN 9722714430
- A recepção de Sampaio (Bruno) por Delfim Santos, in Actas do Congresso Internacional - Delfim Santos e a Escola do Porto, Lisboa, INCM, 2008, 41-58. ISBN 9789722716741
- O cardeal Saraiva e o liberalismo, in Catolicismo e Liberalismo em Portugal (1820/1850), Lisboa, INCM, 2009, 655-724. ISBN 9789722716987
- Aproximação à “filosofia portuguesa”: a perspectiva de A. Braz Teixeira, in Convergências & Afinidades - Homenagem a António Braz Teixeira, Braga, Edição de “Centro de Estudos de Filosofia” da UCP – Lisboa e do Centro de Filosofia da Universidade de Lisboa, Janeiro de 2008, 13-34. ISBN 9789728531584
- A “questão religiosa” em Basílio Teles: afinidade ou divergência com Sampaio (Bruno)?, in Actas do Colóquio - Os 150 anos do nascimento de Basílio Teles, Porto, FLUP – Universidade do Porto, 2007, 21-34. ISBN 9789728932275
- Basílio Teles e a “questão religiosa”: afinidade ou divergência com Sampaio (Bruno), in Revista Humanística e Teologia, Porto, tomo XXIX, fasc. 1, Julho 2008, 177-222. ISSN 0870-080X
- Prefácio, in Dispersos de Sampaio (Bruno) (1872/1879) (organização da edição, fixação do texto e notas de Afonso Rocha; pesquisa e recolha dos “Dispersos”: José Cardoso Marques e Dr. Joaquim Domingues). Lisboa, INCM, Vol. I, 2008, 13-25. ISBN 9789722715843
- Nos 150 anos de nascimento: Sampaio (Bruno), “o filósofo português”?, in Actas do I Congresso Internacional - O Pensamento Luso-Galaico-Brasileiro (1850/2000). Lisboa, INCM, 2009, Vol. I, 131-153. ISBN 9788722717137
- Aproximação à “Filosofia da existência” de Delfim Santos: Leonardo e Bruno “em fundo”?, in Actas do Colóquio - Delfim Santos - A Filosofia e o Sentido da Existência, Braga, Publicações da Faculdade de Filosofia da Universidade Católica Portuguesa, 2008, 135-194. ISBN 9789726971863
- No centenário de “A Águia”: que Portugal o da “Nova Águia”?, in Nova Águia – Revista de Cultura para o Século XXI (direcção: Paulo Borges, Celeste Natário e Renato Epifânio), Lisboa, Edições Zéfiro, N.º 5 – 1.º Semestre 2010, 121-124. ISSN 1647-2802 ISBN 9789896770211
- “A Águia” e o Ambiente Filosófico da Época, in A Águia & a República – 100 Anos Depois (coordenação de Celeste Natário e Renato Epifânio). Lisboa: Zéfiro, 2010, 76-79. ISBN 9789896770624
- ”Nótulas sobre o espírito e as formas na história do cristianismo”: o “professor” reinterpretado no ensaio, in Manuel Álvaro de Madureira in memoriam, Porto, Edição de Fundação Voz Portucalense e Letras e Coisas – Livros, Arte e Design, Soc. Unipessoal, Lda, 2011, 171-180. ISBN 9789728908324
- A filosofia da Religião em Amorim Viana: um “catolicismo ilustrado”, in Catolicismo, Tradição e Progresso na Segunda Metade de Oitocentos (1850/1910), Porto, Universidade Católica Editora – Porto, 2017, 155-229. ISBN 9789898835307
- O cardeal Saraiva e a relação catolicismo-liberalismo, in Catolicismo e Liberalismo em Portugal (1820-1850). Lisboa: INCM, 2009, 655-724.
- A filosofia política do republicanismo do Porto à luz de Sampaio (Bruno), in Actas das Conferências - Figuras da Cultura do Porto nas Comemorações da República, Porto, Dezembro de 2012, 45-63. ISBN 9789728945077
- “Razão e Mistério”: uma leitura comparada entre António Quadros e Sampaio (Bruno), in revista Nova Águia, Lisboa, Zéfiro – Edições e Actividades Culturais, Lda, n.º 12, 2.º Sem. 2013, 17-41. ISSN 1647-2802
- Prefácio, in Obras Completas de Leonardo Coimbra (Organização da Edição crítica: coordenação, fixação do texto, notas e índices de Afonso Rocha; coordenação científica de Ângelo Alves). Lisboa, INCM, Vol. VIII, 2014, 11-25. ISBN 9789722719742
- A filosofia da religião no pensamento de Teófilo Braga: um “sincretismo” histórico-simbólico, in O Pensamento e a Obra de Teófilo Braga. Porto: Universidade Católica Editora – Porto, 2019, 103-134. ISBN 9789898835642
- A filosofia da religião no pensamento filosófico português da segunda metade de Oitocentos, in Revista Portuguesa de Filosofia, Braga, 2011, tomo 67, fasc. 2, 207-230. ISSN 0870-5283 ISBN 9789726971979
- “Razão e Mistério”: uma leitura comparada entre António Quadros e Sampaio (Bruno), in Actas do Colóquio Internacional - António Quadros – Obra, Pensamento, Contextos, Lisboa, Universidade Católica Editora, 2016, 253-262. ISBN 9789725404775
- A filosofia do Direito no pensamento de Teófilo Braga: um produto da sociedade e do transformismo social, in Actas do X Colóquio do Instituto Tobias Barreto – A Filosofia Jurídica Luso Brasileira do século XX, Lisboa, 2016, 269-274. ISBN 9789898661432
- O problema da originalidade da “filosofia criacionista” de Leonardo Coimbra, in Actas do Congresso Internacional - Pensamento, Memória e Criação – No Primeiro Centenário da Renascença Portuguesa (1912-2012), Porto, Edição Universidade do Porto, 2017, 115-132. ISBN 9789897461507 ISBN 9789897461514
- A filosofia da religião em Amorim Viana: um “catolicismo ilustrado”, in Catolicismo, Tradição e Progresso na Segunda Metade de Oitocentos (1850-1910). Porto: UCE – Porto, 2017, 155-229.
- O cardeal Saraiva e o “conflito” do Estado e da Igreja na revolução liberal portuguesa, in Ponte de Lima: do passado ao presente, rumo ao futuro! (coordenação editorial: Cristina Vieira de Freitas e Ana Carneiro). Ponte de Lima: Edição do Município de Ponte de Lima, 2017, 90-101. ISSN 2183-8607
- ”Húmus” e “Terra-Mãe”: Dalila em diálogo com Brandão, in Actas do Colóquio Internacional - Homenagem a Raul Brandão nos 150 Anos do seu Nascimento e no Centenário de “Húmus”, Porto, Edição da Câmara Municipal do Porto, 2018, 160-163. ISBN 9789726341307
- O messianismo do “Quinto Império” de Fernando Pessoa segundo M. Ferreira Patrício: de “sombra” de Pascoaes a “Super-Vieira”, in Simpósio de Homenagem a M. Ferreira Patrício (coordenação de António Braz Teixeira, Joaquim Pinto, Maria Teresa Santos, Renato Epifânio), Lisboa, Edição Conjunta de MIL: Movimento Internacional Lusófono e DGEdições, 2017, 15-29. ISBN 9789898661722
- A metafísica de Sampaio (Bruno) segundo Amorim de Carvalho: um “positivismo metafísico”, in A Obra e o Pensamento de Amorim de Carvalho (coordenação de António Braz Teixeira e Renato Epifânio), Lisboa, Edição Conjunta de MIL: Movimento Internacional Lusófono e DGEdições, 2017, 43-47. ISBN 9789898661777
- A “razão atlântica” como “conceito de razão” de uma “filosofia atlântica”, in António Braz Teixeira: a Obra e o Pensamento, Porto, Instituto de Filosofia da Universidade do Porto, 2018, 45-52. ISBN 9789899976474
- António Braz Teixeira: o pensador de uma “filosofia atlântica”, in Jornal - Artes entre As Letras, Porto, n.º 222, de 11 de Julho 2018. ISSN 1647230X
- Dalila L. Pereira da Costa no pensamento português moderno-contemporâneo, in Dalila Pereira da Costa – No centenário do nascimento (1918-2018), Porto: Universidade Católica Editora, 2020. ISBN 9789898835796
- O “sistema filosófico” de Leonardo Coimbra à luz do pensamento e obra de Ângelo Alves: do “idealismo criacionista” ao “ideorealismo aristotélico-tomista”, in Actas do Colóquio «A Obra e o Pensamento de Ângelo Alves», Porto, Universidade Católica Editora, 2021. ISBN 9789899058019
- D. Frei Francisco de S. Luís e o “conflito” entre a Igreja e o Estado durante a Revolução Liberal portuguesa, in Actas do Colóquio «A Revolução Liberal, 200 Anos Depois, em Homenagem a Pedro Baptista» (coordenação de Celeste Natário, Jorge Cunha, José Meirinhos, Renato Epifânio), Edição da Zéfiro na Biblioteca Digital da Faculdade de Letras da Universidade do Porto. ISBN 9789896771829
- O homem do Porto em romance - Uma Nota Prefaciadora, in Os Pinguins Não Moram Aqui – sombras e claridades, Poland, Amazon Fulfillment, 2021. ISBN 9798763080957

### Projectos de Investigação desenvolvidos sob iniciativa e responsabilidade pessoal
- O Mal no pensamento de Sampaio (Bruno): da antropologia à metafísica, uma filosofia da razão e do mistério, entre 1998 e 2003, de que resultou a tese de doutoramento apresentada nos fins de 2003 e defendida em Junho de 2004, publicada em 2006. (Lisboa, INCM, 2006, 2 Vols. (731 pp. + 465 pp.)), ISBN 972271421X
- O misticismo messiânico no pensamento e na obra de Fernando Pessoa, entre 2005 e 2009, de que resultará a publicação de um estudo em 2012 sobre Fernando Pessoa e o Quinto Império. (Porto, Universidade Católica Editora – Porto, 2012, 2 Vols. (567 pp. + 431 pp.)) ISBN 9789898366429
- A filosofia da religião em Portugal na segunda metade de Oitocentos (1850-1910), entre 2009 e 2010, de que resultará a publicação de um estudo em 2013 sobre A filosofia da religião em Portugal (1850-1910). (Porto, Universidade Católica Editora – Porto, 2013, 695 pp.) ISBN 9789898366566
- O Eterno Retorno no pensamento e na obra de Raul Proença e de Nietzsche, entre 2011 e 2015, de que resultará a publicação de um estudo em 2015 sobre Nietzsche: a filosofia de outro Ocidente. (Porto, Universidade Católica Editora – Porto, 2015, 2 Vols. (662 pp. + 373 pp.)) ISBN 9789898366894
- O messianismo e a saudade no pensamento e na obra de Dalila L. Pereira da Costa, entre 2015 e 2017, de que resultará a publicação de um estudo em 2018 (ano do centenário de nascimento da autora) sobre A Segunda Vinda da Saudade: o messianismo de Dalila L. Pereira da Costa. (Porto, Universidade Católica Editora – Porto, 2018, 679 pp.) ISBN 9789898835291

## Prémios
Galardoado em 2011 com o Prémio António Quadros – Área de Filosofia no tocante à obra Natureza, razão e mistério – Para uma leitura comparada de Sampaio (Bruno) e respeitante à produção verificada no país durante os anos de 2009 e 2010 no âmbito da Filosofia Portuguesa.